# 沙姆希阿达德三世
沙姆希阿达德三世（英語：Shamshi-Adad III）（？—前1529年），古亚述时期的亚述国王（公元前1545年—公元前1529年在位） 伊什梅-达甘二世之子和继承人，他死后由亚述尼拉里一世继位。
| 前任： 伊什梅-达甘二世 | 亚述国王 前1545年—前1529年 | 繼任： 亚述尼拉里一世 |